# Борс (коммуна)
Борс (фр. Borce) — коммуна во Франции, находится в регионе Аквитания. Департамент — Атлантические Пиренеи. Входит в состав кантона Олорон-Сент-Мари-1. Округ коммуны — Олорон-Сент-Мари.
Код INSEE коммуны — 64136.

## География
Коммуна расположена приблизительно в 700 км к югу от Парижа, в 220 км южнее Бордо, в 50 км к югу от По.
На востоке коммуны протекает река Гав-д’Асп.

### Климат
Климат тёплый океанический. Зима мягкая, средняя температура января — от +5°С до +13°С, температуры ниже −10 °C бывают редко. Снег выпадает около 15 дней в году с ноября по апрель. Максимальная температура летом порядка 20-30 °C, выше 35 °C бывает очень редко. Количество осадков высокое, порядка 1100 мм в год. Характерна безветренная погода, сильные ветры очень редки.

## Население
Население коммуны на 2010 год составляло 159 человек.
| 1962 | 1968 | 1975 | 1982 | 1990 | 1999 | 2010 |
| ---- | ---- | ---- | ---- | ---- | ---- | ---- |
| 249  | 245  | 205  | 132  | 195  | 163  | 159  |

## Администрация
| Период | Период | Фамилия        | Партия                                                               | Примечания |
| ------ | ------ | -------------- | -------------------------------------------------------------------- | ---------- |
| 1965   | 2014   | Рене Роз       | Французская секция Рабочего интернационала → Социалистическая партия |            |
| 2014   | 2020   | Жан-Клод Кусте |                                                                      |            |

## Экономика
В 2010 году среди 70 человек трудоспособного возраста (15-64 лет) 45 были экономически активными, 25 — неактивными (показатель активности — 64,3 %, в 1999 году было 72,7 %). Из 45 активных жителей работали 39 человек (21 мужчина и 18 женщин), безработных было 6 (2 мужчин и 4 женщины). Среди 25 неактивных 7 человек были учениками или студентами, 12 — пенсионерами, 6 были неактивными по другим причинам.

## Достопримечательности
- Церковь Св. Архангела Михаила (XVII век)
- Форт Портале[фр.] (XVI век). Исторический памятник с 2005 года[4]

## Города-побратимы
- Ансо (Испания)

## Фотогалерея
- Мэрия
- Церковь Св. Архангела Михаила
- Церковь Св. Архангела Михаила
- Укреплённый дом
- Вокзал